# Заместители Председателя Совета Федерации
Заместители Председателя Совета Федерации замещают Председателя Совета Федерации в его отсутствие, по поручению Председателя Совета Федерации подписывают постановления палаты, издают распоряжения и осуществляют другие полномочия по вопросам внутреннего распорядка деятельности палаты.
В 1994—1996 гг. у Председателя Совета Федерации Федерального Собрания Российской Федерации было 3 заместителя, с 1996 г. — 4, из них в 2002—2004 гг. один был первым заместителем. При этом были продолжительные периоды времени, когда одна из должностей оставалась вакантной.
С 2008 года количество заместителей было увеличено до 5 (в том числе — один первый заместитель), а с 2017 года — до 6 (с 2020 года два из них — первые заместители Председателя Совета Федерации).
В нижеприведенном списке заместителей Председателя Совета Федерации после даты избрания или освобождения от должности указан номер постановления Совета Федерации, которым произведено избрание или освобождение от должности. Полномочия заместителей Председателя Совета Федерации первого созыва, как и всех депутатов Совета Федерации первого созыва, автоматически прекратились с началом работы вновь сформированного Совета Федерации 23 января 1996 г., специальные документы об освобождении от должности при этом не принимались.

## Первые заместители Председателя Совета Федерации
- 2002—2004 Горегляд Валерий Павлович — избран 30 января 2002 г. (№ 35-СФ) — освобождён от должности 28 января 2004 г. (№ 8-СФ), представитель от администрации Сахалинской области
- 2008—2015 Торшин Александр Порфирьевич — избран 19 сентября 2008 г. (№ 306-СФ) — переизбран 3 марта 2010 г., (№ 42-СФ) — освобождён от должности (в связи с прекращением полномочий члена Совета Федерации) 20 января 2015 года, (№ 1-СФ, 28 января 2015 года), представитель от Правительства Республики Марий Эл
- 2015—2020 Фёдоров Николай Васильевич — избран 30 сентября 2015 г. (№ 356-СФ) —полномочия истекли 22 сентября 2020 года, представитель от исполнительного органа государственной власти Чувашской Республики
- с 2020 Яцкин Андрей Владимирович — избран 23 сентября 2020 г. (№ 390-СФ) — полномочия истекают в сентябре 2025 года, представитель от исполнительного органа государственной власти Ростовской области
- 2020—2024 Турчак Андрей Анатольевич — избран 23 сентября 2020 г. (№ 391-СФ) — переизбран 6 октября 2021 г., (№ 434-СФ)  — освобождён от должности (в связи с прекращением полномочий члена Совета Федерации) 4 июня 2024 года, (№ 151-СФ, 5 июня 2024 года), представитель от законодательного (представительного) органа государственной власти Псковской области
- с 2024 Якушев Владимир Владимирович — избран 25 сентября 2024 г. (№ 378-СФ), представитель от исполнительного органа власти Тюменской области

## Заместители Председателя Совета Федерации
- 1994—1996 Абдулатипов Рамазан Гаджимурадович — избран 14 января 1994 г. (№ 10-I СФ) — полномочия депутата Совета Федерации прекращены 15 января 1996 года (№ 786-I СФ), депутат от Республики Дагестан
- 1994—1996 Викторов Валерьян Николаевич — избран 14 января 1994 г. (№ 11-I СФ) — полномочия истекли 23 января 1996 года, депутат от Чувашской Республики
- 1994—1996 Долголаптев Анатолий Васильевич — избран 25 октября 1994 г. (№ 226-I СФ) — полномочия истекли 23 января 1996 года, депутат от Московской области
- 1996—1998 Лихачёв Василий Николаевич — избран 24 января 1996 г. (№ 12-СФ) — полномочия члена Совета Федерации прекращены 10 июня 1998 года (№ 218-СФ), председатель Государственного Совета Республики Татарстан
- 1996—2002 Королёв Олег Петрович — избран 24 января 1996 г.(№ 13-СФ) — освобождён от должности (в связи с прекращением полномочий члена Совета Федерации) 1 января 2002 года (№ 401-СФ, 26 декабря 2001 года), председатель Липецкого областного Собрания депутатов, с 1998 г. — глава администрации Липецкой области
- 1996—1998 Зубов Валерий Михайлович — избран 24 января 1996 г. (№ 14-СФ) — полномочия члена Совета Федерации прекращены 10 июня 1998 года (№ 218-СФ), глава администрации Красноярского края
- 1996—2001 Коков Валерий Мухамедович — избран 24 января 1996 г. (№ 15-СФ) — освобождён от должности (в связи с прекращением полномочий члена Совета Федерации) 24 декабря 2001 года (№ 394-СФ, 26 декабря 2001 года), Президент Кабардино-Балкарской Республики
- 1998—2002 Варнавский Владимир Алексеевич — избран 10 июня 1998 г. (№ 220-СФ) — освобождён от должности (в связи с прекращением полномочий члена Совета Федерации) 1 января 2002 года (№ 401-СФ, 26 декабря 2001 года), председатель Законодательного Собрания Омской области
- 1998—2001 Платонов Владимир Михайлович — избран 10 июня 1998 г. (№ 221-СФ) — освобождён от должности (в связи с прекращением полномочий члена Совета Федерации) 6 октября 2001 года (№ 298-СФ, 10 октября 2001 года), председатель Московской городской Думы
- 2001—2002 Горегляд Валерий Павлович — избран 26 декабря 2001 г. (№ 392-СФ) — полномочия заместителя председателя прекращены 30 января 2002 г. (№ 35-СФ), представитель от администрации Сахалинской области
- 2002—2003 Вихарев Андрей Анатольевич — избран 30 января 2002 г. (№ 36-СФ) — освобождён от должности 28 мая 2003 года (№ 139-СФ), представитель от Курганской областной Думы
- 2002—2010 Николаев Михаил Ефимович — избран 30 января 2002 г. (№ 37-СФ) — переизбран 25 апреля 2008 г. (№ 155-СФ) — освобождён от должности (в связи с прекращением полномочий члена Совета Федерации) 23 июня 2010 года (№ 227-СФ), представитель от Правительства Республики Саха (Якутия) — представитель от исполнительного органа государственной власти Республики Саха (Якутия)
- 2002—2008 Торшин Александр Порфирьевич — избран 30 января 2002 г. (№ 38-СФ) — переизбран 26 января 2005 г. (№ 5-СФ) — освобождён от должности 19 сентября 2008 года (№ 306-СФ), представитель от Правительства Республики Марий Эл
- 2004—2009 Мезенцев Дмитрий Фёдорович — избран 28 января 2004 г. (№ 10-СФ) — переизбран 5 октября 2005 г. (№ 302-СФ) — переизбран 26 ноября 2008 г. (№ 410-СФ) — освобождён от должности (в связи с прекращением полномочий члена Совета Федерации) 8 июня 2009 года (№ 233-СФ, 7 июля 2009 года), представитель от исполнительного органа государственной власти Иркутской области
- 2004—2013 Орлова Светлана Юрьевна — избрана 28 января 2004 г. (№ 11-СФ) — переизбрана 12 ноября 2008 г. (№ 373-СФ) — освобождена от должности (в связи с прекращением полномочий члена Совета Федерации) 27 марта 2013 года (№ 54-СФ), представитель от Совета народных депутатов Кемеровской области
- с 2008 Воробьёв Юрий Леонидович — избран 19 сентября 2008 г. (№ 307-СФ) — переизбран 27 декабря 2011 г., (№ 546-СФ) — переизбран 28 сентября 2016 г. (№ 448-СФ) — переизбран 6 октября 2021 г., (№ 435-СФ) — полномочия истекают в сентябре 2026 года, представитель от законодательного (представительного) органа государственной власти Вологодской области
- 2010—2014 Штыров Вячеслав Анатольевич — избран 24 ноября 2010 г. (№ 486-СФ) — полномочия истекли 27 сентября 2014 года, представитель от исполнительного органа государственной власти Республики Саха (Якутия)
- 2010—2021 Умаханов Ильяс Магомед-Саламович — избран 15 декабря 2010 г. (№ 557-СФ) — переизбран 23 сентября 2013 г. (№ 345-СФ) — переизбран 26 сентября 2018 г. (№ 396-СФ) — освобожден от должности 17 марта 2021 года (№ 69-СФ)
- 2013—2019 Бушмин Евгений Викторович — избран 27 апреля 2013 г.(№ 116-СФ) — переизбран 30 сентября 2015 г. (№ 357-СФ) — полномочия члена Совета Федерации прекращены 6 октября 2019 года (№ 472-СФ, 6 ноября 2019 года), представитель от исполнительного органа государственной власти Ростовской области
- 2014―2023 Карелова Галина Николаевна — избрана 1 октября 2014 г. (№ 394-СФ) — переизбрана 26 сентября 2018 г. (№ 396-СФ) — полномочия истекли 25 сентября 2023 года, представитель от исполнительного органа государственной власти Воронежской области
- 2017—2020 Турчак Андрей Анатольевич — избран 8 ноября 2017 г. (№ 400-СФ) — полномочия заместителя председателя прекращены 23 сентября 2020 г. (№ 391-СФ), представитель от законодательного (представительного) органа государственной власти Псковской области
- с 2019 Журавлёв Николай Андреевич — избран 6 ноября 2019 г.(№ 473-СФ) — переизбран 21 октября 2020 г.(№ 434-СФ) — полномочия истекают в сентябре 2025 года, представитель от исполнительного органа государственной власти Костромской области
- с 2021 Косачев Константин Иосифович — избран 17 марта 2021 года (№ 70-СФ) — переизбран 4 октября 2022 г.(№ 412-СФ) — полномочия истекают в сентябре 2027 года, представитель от исполнительного органа государственной власти Республики Марий Эл
- с 2023 Святенко Инна Юрьевна ― избрана 25 сентября 2023 года (№ 551-СФ) — переизбрана 25 сентября 2024 г.(№ 390-СФ) ― полномочия истекают в сентябре 2029 года, представитель от законодательного (представительного) органа государственной власти города Москвы

## Ссылка
- База правовых актов «Законодательство России»
- Совет Федерации . Документы Архивная копия от 18 января 2020 на Wayback Machine